# Maga (dialect)
Maga is een dialect van het Rukai, een Tsouïsche taal gesproken in het zuidwesten van Taiwan. De faculteit van het Departement Moderne Talen van de Nationale Pingtung Universiteit voor Wetenschap & Technologie maakte reeds 6 presentaties en één publicatie rond het Maga. Het Academia Sinica Institute of History and Philology, kortweg Academia Sinica, is bezig met veldwerk om onder andere onderzoek te doen rond het Maga.

## Classificatie
- Austronesische talen
  - Formosaanse talen
    - Tsouïsche talen
      - Rukai
        - Maga

## Grammatica
Suffixen en prefixen, die vaak voorkomen in dit dialect, worden gebruikt om verschillende fonologische processen te ondergaan.

Tien-Hsin Hsin brach in 2003 op een meeting van een associatie van Austronesische taalkunde, een voorbracht over de vorming van middenklinkers in het Maga.